# Маслюков, Иван Валентинович
Иван Валенти́нович Маслюко́в (псевдоним — im; 10 апреля 1981, Минск, Белорусская ССР) — изобретатель городской игры «Схватка», владелец международной сети «Encounter», совладелец кинокомпании «Кинокомната». Режиссёр, актёр, автор сценариев.

## Биография
Родился в семье писателя Валентина Маслюкова в Минске. В 1987 году пошёл в школу. После получения аттестата зрелости в 1998 году был призван в армию.
До 1998 года все мое свободное время поглощали компьютерные игры. Потом ушел в армию. Мне было интересно узнать, что же там. После службы объявил: «Делаю сайты под заказ». В университете не учился. Тогда не готовили веб-дизайнеров.

## Деятельность
7 октября 2001 года придумал городскую игру «Схватка». Первая игра состоялась в Минске.
В 2004 году создал международную сеть городских игр Encounter, развитием которой занимается в настоящее время.
Известен в сообществе городских игр как im. По одной из версий, никнейм im — это инициалы его имени, по другой — сокращение от выражения I am или I’m.
В мае 2011 года разместил в сети публикацию «Как стать умнее?», содержащую размышления на тему личностного развития и развития навыков мышления.
В 2014 году в минском кинотеатре «Мир» состоялась премьера полнометражного художественного фильма «Ваня и Тотошка». Иван выступил в этом фильме в качестве автора сценария, режиссёра, а также исполнил главную роль.

### Фильмография
- Документальный фильм «Encounter. Желание жить» (2009)[5]
- Художественный фильм «Ваня и Тотошка» (2014)[6]
- Художественный фильм «Схватка» (2014)
- Художественный фильм «Фортуна» (2015)
- Художественный фильм «Тёплое дыхание жизни» (2016)